# Качик
Качик (тив. Качык) — село у складі Ерзинського кожууну республіки Тива Російської Федерації.

## Населення
Населення станом на 1 січня року:
| Рік       | 2011 | 2012 | 2013 | 2014 | 2015 |
| --------- | ---- | ---- | ---- | ---- | ---- |
| Населення | 269  | ▼264 | ▲267 | ▼265 | ▼261 |